# Campaea pictarorum
Campaea pictarorum är en fjärilsart som beskrevs av Charles Oberthür 1910. Campaea pictarorum ingår i släktet Campaea och familjen mätare. Inga underarter finns listade i Catalogue of Life.